# Pristimantis actinolaimus
Pristimantis actinolaimus (Lynch & Rueda-Almonacid, 1998) è una rana della famiglia Strabomantidae.